# Castel di Sangro Calcio 1999-2000
Questa voce raccoglie le informazioni riguardanti il Castel di Sangro Calcio nelle competizioni ufficiali della stagione 1999-2000.

## Stagione
Nella stagione 1999-2000 il Castel di Sangro disputa il girone B del campionato di Serie C1, raccoglie 43 punti con l'undicesimo posto della classifica. Inizia la stagione con l'allenatore Fabrizio Castori che dura fino a Natale, poi sostituito da Corrado Benedetti. 

## Rosa
| N. |                   | Ruolo | Calciatore            |
| -- | ----------------- | ----- | --------------------- |
|    | Italia (bandiera) | A     | Cristian Baglieri     |
|    | Italia (bandiera) | D     | Roberto Bandirali     |
|    | Italia (bandiera) | A     | Alberto Bernardi      |
|    | Italia (bandiera) | D     | Giuseppe Bianchini    |
|    | Italia (bandiera) | P     | Francesco Bifera      |
|    | Italia (bandiera) | C     | Fabrizio Boccaccini   |
|    | Italia (bandiera) | P     | Fabrizio Boccafogli   |
|    | Italia (bandiera) | D     | Armando Bonfanti      |
|    | Italia (bandiera) | A     | Alessio Brambilla     |
|    | Italia (bandiera) | C     | Lorenzo Nicola Calvio |
|    | Italia (bandiera) | A     | Massimo Campo         |
|    | Italia (bandiera) | C     | Marco Cento           |
|    | Italia (bandiera) | D     | Damiano Cesari        |
|    | Italia (bandiera) | C     | Simone Confalone      |
|    | Italia (bandiera) | C     | Giovanni Conversano   |
|    | Italia (bandiera) | D     | Davide Corti          |
|    | Italia (bandiera) | P     | Cristian Di Quinzio   |

| N. |                      | Ruolo | Calciatore             |
| -- | -------------------- | ----- | ---------------------- |
|    | Italia (bandiera)    | A     | Daniele Federici       |
|    | Italia (bandiera)    | P     | Alessandro Ferreri     |
|    | Italia (bandiera)    | A     | Mariano Fioravanti     |
|    | Italia (bandiera)    | A     | Giacomo Galli          |
|    | Italia (bandiera)    | D     | Luca Galuppi           |
|    | Italia (bandiera)    | A     | Vincenzo Iaquinta      |
|    | Italia (bandiera)    | P     | Giovanni Indiveri      |
|    | Italia (bandiera)    | P     | Roberto Mancinelli     |
|    | Italia (bandiera)    | C     | Fabio Manganiello      |
|    | Italia (bandiera)    | C     | Daniele Moretti        |
|    | Italia (bandiera)    | P     | Francesco Parrotta     |
|    | Italia (bandiera)    | C     | Manolo Pestrin         |
|    | Italia (bandiera)    | D     | Fabio Rimedio          |
|    | Italia (bandiera)    | D     | Massimo Giuseppe Savio |
|    | Italia (bandiera)    | C     | Emilio Sansonetti      |
|    | Italia (bandiera)    | C     | David Stefani          |
|    | Argentina (bandiera) | C     | Pablo Trobbiani        |

## Risultati

### Campionato

#### Girone di andata
| Arbitro: | Ardito (Bari) |

|                         |           |                   |
| Bernardi 2’ Moretti 61’ | Marcatori | 37’, 77’ Deflorio |

| Nocera Inferiore 12 settembre 1999 2ª giornata | Nocerina             | 0 – 0 referto | Castel di Sangro | Stadio San Francesco d'Assisi (1 353 spett.)\| Arbitro: \| Lambertini (Bologna) \| |
| Arbitro:                                       | Lambertini (Bologna) |               |                  |                                                                                    |

| Arbitro: | Niccolai (Livorno) |

|              |           |  |
| Bernardi 49’ | Marcatori |  |

| Arbitro: | Ambrosino (Torre del Greco) |

|             |           |              |
| Bazzani 31’ | Marcatori | 73’ Federici |

| Arbitro: | Carlucci (Molfetta) |

|            |           |                           |
| Fresta 88’ | Marcatori | 14’ Federici 51’ Baglieri |

| Arbitro: | Palmieri (Cosenza) |

|  |           |                    |
|  | Marcatori | 32’, 67’ E. Baggio |

| Arbitro: | Pieri (Genova) |

|                                       |           |                |
| Nocera 8’ Wilson 11’, 22’ Mengo 90+4’ | Marcatori | 71’ Boccaccini |

| Arbitro: | Amato (Castellammare di Stabia) |

|              |           |             |
| Iaquinta 49’ | Marcatori | 31’ Gennari |

| Andria 7 novembre 1999 9ª giornata | Fidelis Andria      | 0 – 0 referto | Castel di Sangro | Stadio Degli Ulivi (854 spett.)\| Arbitro: \| Benedetto (Messina) \| |
| Arbitro:                           | Benedetto (Messina) |               |                  |                                                                      |

| Arbitro: | Carlucci (Molfetta) |

|              |           |                        |
| Federici 73’ | Marcatori | 55’ Baiocco 86’ Turchi |

| Arbitro: | Girardi (San Donà di Piave) |

|  |           |              |
|  | Marcatori | 40’ Iaquinta |

| Arbitro: | Ciampi (Pisa) |

|              |           |                             |
| Bernardi 29’ | Marcatori | 61’ (rig.), 80’ (rig.) Frau |

| Arbitro: | Trefoloni (Siena) |

|               |           |                          |
| Bandirali 49’ | Marcatori | 38’ Proietti 55’ Cicconi |

| Arbitro: | Sacco (Civitavecchia) |

|                             |           |               |
| Moscelli 69’ Mariniello 90’ | Marcatori | 90+5’ Moretti |

| Arbitro: | Santoro (Domodossola) |

|               |           |  |
| Confalone 59’ | Marcatori |  |

| Arbitro: | Evangelista (Avellino) |

|              |           |  |
| Dirienzo 10’ | Marcatori |  |

| Arbitro: | Dondarini (Bologna) |

|                           |           |                |
| Bernardi 50’ Iaquinta 72’ | Marcatori | 27’ Passiatore |

#### Girone di ritorno
| Arbitro: | Belloli (Bergamo) |

|                               |           |               |
| Deflorio 4’, 15’ Fabbrini 79’ | Marcatori | 9’ Boccaccini |

| Arbitro: | Zenere (Schio) |

|              |           |  |
| Iaquinta 57’ | Marcatori |  |

| Arbitro: | Carrer (Conegliano) |

|                             |           |  |
| Schiavon 21’ Pagliarini 39’ | Marcatori |  |

| Arbitro: | Carlucci (Molfetta) |

|  |           |               |
|  | Marcatori | 50’ Sensibile |

| Castel di Sangro 6 febbraio 2000 22ª giornata | Castel di Sangro   | 0 – 0 referto | Juve Stabia | Stadio Teofilo Patini (1 228 spett.)\| Arbitro: \| Esposito (Trapani) \| |
| Arbitro:                                      | Esposito (Trapani) |               |             |                                                                          |

| Ascoli Piceno 13 febbraio 2000 23ª giornata | Ascoli            | 0 – 0 referto | Castel di Sangro | Stadio Cino e Lillo Del Duca (4 975 spett.)\| Arbitro: \| Belloli (Bergamo) \| |
| Arbitro:                                    | Belloli (Bergamo) |               |                  |                                                                                |

| Arbitro: | Cuttica (Alessandria) |

|              |           |                                   |
| Bonfanti 88’ | Marcatori | 38’ Russo 51’ Albino 90+3’ Marino |

| Arbitro: | Ioseffi (Siena) |

|                             |           |                                    |
| Maggiolini 49’ Semplice 67’ | Marcatori | 65’ Bonfanti 88’ (aut.) Maggiolini |

| Arbitro: | Giammillaro (Messina) |

|                           |           |  |
| Bonfanti 54’ Bernardi 63’ | Marcatori |  |

| Viterbo 19 marzo 2000 27ª giornata | Viterbese             | 0 – 0 referto | Castel di Sangro | Stadio Enrico Rocchi (2 500 spett.)\| Arbitro: \| Cuttica (Alessandria) \| |
| Arbitro:                           | Cuttica (Alessandria) |               |                  |                                                                            |

| Arbitro: | Ponzalli (Firenze) |

|                             |           |                               |
| Bernardi 50’ Bonfanti 74’ ? | Marcatori | 45+2’ Saurini 66’ Campofranco |

| Palermo 9 aprile 2000 29ª giornata | Palermo            | 0 – 0 referto | Castel di Sangro | Stadio Renzo Barbera (7 000 spett.)\| Arbitro: \| Niccolai (Livorno) \| |
| Arbitro:                           | Niccolai (Livorno) |               |                  |                                                                         |

| Giulianova 16 aprile 2000 30ª giornata | Giulianova        | 0 – 0 referto | Castel di Sangro | Stadio Rubens Fadini (2 400 spett.)\| Arbitro: \| Cruciani (Pesaro) \| |
| Arbitro:                               | Cruciani (Pesaro) |               |                  |                                                                        |

| Arbitro: | Carlucci (Molfetta) |

|             |           |               |
| Iaquinta 2’ | Marcatori | 53’ Andreotti |

| Benevento 30 aprile 2000 32ª giornata | Sporting Benevento | 0 – 0 referto | Castel di Sangro | Stadio Ciro Vigorito (4 000 spett.)\| Arbitro: \| Belloli (Bergamo) \| |
| Arbitro:                              | Belloli (Bergamo)  |               |                  |                                                                        |

| Arbitro: | Dattilo (Locri) |

|                           |           |               |
| Campo 40’ Confalone 90+5’ | Marcatori | 90+4’ Accardi |

| Arbitro: | Pieri (Genova) |

|  |           |              |
|  | Marcatori | 38’ Bernardi |